# Oton IV. Veseli
Oton IV. Veseli (lat: iucundus) zvan i Hrabri (lat: Audax), (Beč, 23. lipnja 1301. – Neuberg, 17. veljače 1339.) bio je vojvoda Austrije, Štajerske i Koruške. Njegov nadimak – Veseli – dolazi od njegov druželjubivog ponašanja na dvoru.